# Jacob Wiener
Pour les articles homonymes, voir Wiener.
 (décembre 2020).
Si vous disposez d'ouvrages ou d'articles de référence ou si vous connaissez des sites web de qualité traitant du thème abordé ici, merci de compléter l'article en donnant les références utiles à sa vérifiabilité et en les liant à la section « Notes et références ».
Jacob Wiener, né le 27 février 1815 dans le village de Hoerstgen, Kamp-Lintfort, mort le 3 novembre 1899 à Bruxelles, est un médailleur belge. Il a réalisé de nombreuses médailles, pièces de monnaie et timbres poste, notamment le premier timbre poste belge, mis en circulation le 1er juillet 1849.

## Biographie
Lorsqu’il a deux ans, la famille de Jacob, qui est juive et n’adopte le nom de Wiener (le Viennois) qu’en 1808, s’installe à Venlo aux Pays-Bas. Son père est Marcus Mayer (1794-?) et sa mère, Hanna Barruch (1791-?). Jacob, qui est l’aîné d’une fratrie de dix enfants, se rend, à treize ans chez son oncle, le graveur de renom Loeb Baruch, à Aix-la-Chapelle, pour y apprendre le dessin, le modelage et la gravure.
En 1835, il se rendit à Paris pour parachever sa formation et, en 1839, à l’âge de vingt-quatre ans, il s’établit définitivement à Bruxelles et se fit, peu d’années après, naturaliser belge.
Ses premiers travaux attirèrent l’attention sur lui, principalement une médaille qui représentait l’église Sainte-Gudule à Bruxelles. Ce fut là, pour lui, le point de départ d’une reproduction gravée des principaux monuments d’Europe au nombre de 41 (dont 8 pour la France).
La faveur populaire s’attacha à son nom, et il fut appelé à exécuter des travaux importants comme les premiers timbres-poste belges et l’organisation de leur fabrication, les moyens d’empêcher les fraudes, la confection des coins, etc. Celle de jetons historiques pour le Conseil communal de Bruxelles lui fut également confiée, ainsi que d’autres travaux. Il travaillait souvent en collaboration avec ses frères Léopold et Charles Wiener, également graveurs médailleurs.
Wiener était, vers 1870, en pleine activité et à l’apogée de ses succès lorsqu’il ressentit les premières attentes de son ardeur, conséquences de son assiduité infatigable, de l’emploi prolongé et constant de la loupe : sa vue faiblit progressivement et, en 1872, il devint aveugle. On parvint cependant, après avoir pratiqué l’opération de la cataracte sur les deux yeux, à lui rendre à peu près la vue mais, la guérison n’étant pas complète et une rechute toujours à craindre, il dut renoncer définitivement à la pratique de son art en 1874.
Wiener survécut vingt-cinq ans au terme de sa brillante carrière artistique, mais la communauté israélite de Belgique, connaissant son dévouement aux intérêts confessionnels de son culte, lui firent une place importante dans la gestion de leurs intérêts et finirent par le placer à la tête de leur administration supérieure, place qu’il occupa laborieusement et dignement, entouré jusqu’à ses derniers moments de la vénération de ses collègues.
Bien que chevalier de l’ordre de Léopold et de plusieurs autres ordres étrangers, Jacques Wiener, ancien graveur du Roi, président du Consistoire central israélite de Belgique, avait formellement renoncé, par simplicité et modestie, aux honneurs militaires auxquels il avait droit. Son inhumation eut lieu au cimetière d'Ixelles .
Il fut l'époux d'Annette Newton (1816-1891), d'origine anglaise.
Il fut le père de Samson Wiener (né le 18 août 1851 à Bruxelles et y décédé le 10 avril 1914 dans un accident de voiture), avocat et sénateur libéral bruxellois francophone.
Il fut le grand-père d'Ernest Wiener (Bruxelles 1882-1973) : Après des études à l’École Royale Militaire, Ernest Wiener sortit ingénieur électricien de l’Institut Montefiore. Blessé grièvement sur le front en 1918, après quatre ans de combat, le major Wiener deviendra le directeur de l’École Royale Militaire, puis général-major au Quartier Général lors de l’invasion de mai 1940. Fait prisonnier, il passera la guerre au Stalag ,

## Œuvre

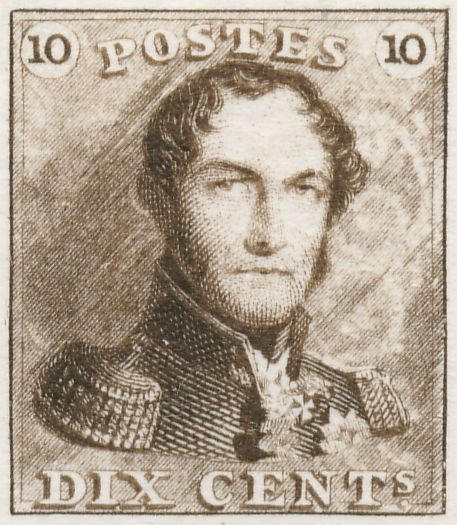
Le premier timbre belge, à l’effigie du roi Léopold Ier, composé par Jacob Wiener

Sa première réalisation importante est une médaille commémorative de la commune de Venlo, (Pays-Bas) en 1840. En 1848, il décroche le contrat relatif à la gravure du premier timbre-poste belge. Il en assure donc la composition et confie sa gravure à John Henry Robinson. On y voit le roi des Belges, Léopold Ier en uniforme militaire, avec les épaulettes bien apparentes, d’où le nom d’Épaulettes donné à cette émission.
En 1845, il commence à graver des médailles de l'extérieur et l'intérieur de monuments, avec un grand souci d'exactitude du détail, ce qui était nouveau : D'abord un groupe de dix médailles d'églises belges, puis les monuments importants d'Europe, cathédrales, églises, mosquées, le Panthéon de Paris, la mosquée Sainte-Sophie d’Istanbul, le dôme de Pise, les cathédrales de Cologne, de Reims ou Saint-Paul de Londres, mais aussi toutes les prisons belges et des hôtels de ville . 
En 1859, il produit une médaille de la mosquée-cathédrale de Cordoue, exposée au Victoria & Albert Museum. L'Espagne devient une destination populaire des voyageurs, qui découvrent les traces de l'influence musulmane, à Cordoue, à l'Alhambra de Grenade et à l'Alcazar de Séville.
Vers 1864, il réalise une médaille de l'intérieur de la mosquée Sainte Sophie à Constantinople, exposée au Victoria & Albert Museum .
En 1872, sa vue déclinant, il cesse de produire des médailles.  

## Honneur
Chevalier de l'ordre de Léopold (Belgique, 5 octobre 1866).

#### Articles
- « Jacques Wiener, graveur en médailles », Revue belge de numismatique, Bruxelles, 1882.
- Astrea. Maandschrift voor Schone Kunst, Wetenschap en Letteren. 5. Jahrgang 1855, J. D. Doorman, Utrecht 1856, S. 405 f. (online)
- (de) Hans von Hoerner, « Jacques, Leopold und Charles Wiener - Drei Brüder und Medailleure im 19. Jahrhundert », Münzen-Revue, 1982, S. 870 ff.
- Jacob Wiener - Europa in Münzen, Medaillen, Briefmarken (Ausstellungskatalog), Kamp-Lintfort 1989
- Bernhard Keuck/Albert Spitzner-Jahn, „Es wohnen auch zimlich Juden darin, welche vieles eintragen“-Zur Geschichte der Hoerstgener Juden vom 18. bis zum 20. Jahrhundert, in: Gerd Halmanns/Bernhard Keuck (Hg.): Juden in der Geschichte des Gelderlandes, Verlag des Historischen Vereins für Geldern und Umgegend, Geldern 2002, S. 133 ff.,  (ISBN 3-921760-32-1)
- Werner Kröger/Gert W.F. Murmann/Albert Spitzner-Jahn, 231 - 22 a - 4132 - 47475- Die Stadt- und Postgeschichte von Kamp-Lintfort, Geiger-Verlag, Horb/Neckar 2005, S. 10 ff.,  (ISBN 978-3-86595-078-9)
- Albert Spitzner-Jahn, « Über Jacob Wiener (1815-1899) », Briefmarkensammlerverein Kamp-Lintfort, 1964 (Hg.), Kamper Postillion, Nr. 3/2005, S. 3 ff.

#### Ouvrages
- Frédéric Alvin, Charles Wiener : graveur en médailles, et son œuvre, Bruxelles, F. Gobbaerts, 1888.
- Emiel van Hoydonck, Jacques Wiener (1815-1899) : médailles, jetons, [S.l., s.n.], 1972.